# Giovanni Lucato
Giovanni Lucato SDB (* 1. November 1892 in Cornedo Vicentino, Königreich Italien; † 1. Mai 1962) war ein italienischer Ordensgeistlicher und römisch-katholischer Bischof von Isernia-Venafro.

## Leben
Giovanni Lucato empfing am 23. September 1922 das Sakrament der Priesterweihe für die Ordensgemeinschaft der Salesianer Don Boscos.
Mit der Gründung des Apostolischen Vikariats von Derna aus Gebietsabtretungen des Apostolischen Vikariats Cyrenaica durch Papst Pius XII. am 22. Juni 1939 wurde Giovanni Lucato am 13. September 1939 zum Titularbischof von Tigias und zum ersten Apostolischen Vikar von Derna ernannt. Die Bischofsweihe spendete ihm am 5. November desselben Jahres der Bischof von Luni, Giovanni Costantini; Mitkonsekratoren waren der Apostolische Vikar von Kyrenaica, Candido Domenico Moro OFM, und der Weihbischof in Velletri, Salvatore Rotolo SDB.
Am 21. Juni 1948 wurde Giovanni Lucato zum Bischof von Isernia-Venafro ernannt. Dieses Amt bekleidete er bis zu seinem Tod am 1. Mai 1962. Giovanni Lucato war der erste und bislang einzige Apostolische Vikar von Derna, da das Amt nach seiner Ernennung zum Bischof von Isernia e Venafro bis heute nicht nachbesetzt, sondern lediglich von Apostolischen Administratoren verwaltet wurde.